# Nagybajom
Nagybajom je mesto na Madžarskem, ki upravno spada v podregijo Kaposvári Šomodske županije.